# Vía de la causa eficiente
La vía de la causa eficiente (también conocida como argumento cosmológico) es un argumento a favor de la existencia de Dios. Esta argumentación fue utilizada por Aristóteles, Avicena, Alain de Lille, Tomás de Aquino y Alberto Magno, entre otros. Se basa en las nociones aristotélicas de causas y en la imposibilidad de una regresión infinita de causa y efecto, llegando así a la existencia una causa incausada que se identifica con Dios.

## Formulación de Aristóteles
Para Aristóteles, todo cambio tiene cuatro causas: la causa material, que es el sustrato o sujeto que cambia; la causa formal, que es la actualidad que adquiere la materia; la causa eficiente, que es el agente que provoca el cambio; y la causa final, que es el fin por el que se produce el cambio.
Para Aristóteles, el mundo es temporalmente infinito, ya que la ocurrencia de cambio necesita la preexistencia de cambio. No obstante, la ciencia es el conocimiento de las causas y, si las causas son infinitas, no es posible que haya ciencia. Por eso, es necesario que, a pesar de que haya infinitas causas eficientes temporalmente subordinadas, haya una cantidad finita de causas eficientes ontológicamente subordinadas y que, por lo tanto, haya una primera causa eficiente.
Con respecto a esta causa eficiente primera, no podría tener potencialidad, ya que no habría ninguna causa que la pudiera llevar a la actualidad, así que es acto puro y, por lo tanto, inmaterial, puramente formal y suprasensible. Por eso, tiene que ejercer la eficiencia como motor, ya que, si provocara un cambio de cantidad o de cualidad, necesitaría tener en acto las formas sensibles de la cantidad o de la cualidad, por lo que solo puede tratarse de un primer motor inmóvil.
Además, como es una sustancia inmaterial, no puede tener propiedades contingentes, ya que implicarían cierta potencialidad, así que se trata de un ser necesario.
Finalmente, el modo en que ejerce su eficiencia no puede ser por contacto, así que lo tiene que ejercer como causa final, como acto puro e inmóvil que sea imitado por el movimiento etéreo y circular de los cuerpos celestes, que participen de este.

## Formulación de Tomás de Aquino
En su libro Summa Theologiae, Tomás de Aquino enseña lo que es conocido como Quinque viae, cinco argumentos que pretenden probar racionalmente la existencia de Dios. El segundo de sus argumentos es este.

[...] La segunda es la que se deduce de la causa eficiente. Pues nos encontramos que en el mundo sensible hay un orden de causas eficientes. Sin embargo, no encontramos, ni es posible, que algo sea causa eficiente de sí mismo, pues sería anterior a sí mismo, cosa imposible. En las causas eficientes no es posible proceder indefinidamente porque en todas las causas eficientes hay orden: la primera es causa de la intermedia; y ésta, sea una o múltiple, lo es de la última. Puesto que, si se quita la causa, desaparece el efecto, si en el orden de las causas eficientes no existiera la primera, no se daría tampoco ni la última ni la intermedia. Si en las causas eficientes llevásemos hasta el infinito este proceder, no existiría la primera causa eficiente; en consecuencia no habría efecto último ni causa intermedia; y esto es absolutamente falso. Por lo tanto, es necesario admitir una causa eficiente primera. Todos la llaman Dios.
Tomás de Aquino, Summa Theologiae - Parte Ia - Cuestión 2 - Artículo 3

## Formulación silogística
1. Todo lo que ha llegado a existir se ha hecho que llegue a existir.
2. Nada de lo que ha llegado a existir puede ser la causa de su propia existencia.
3. Todo lo que ha llegado a existir es causado por algo distinto a sí mismo. (sigue de 1,2)
4. Es imposible que una cadena de causas de este tipo continúe hasta el infinito.

C. Debe haber una causa primera, que hace que otras cosas lleguen a existir pero no llegaron a existir. (sigue de 3,4)